# De Spijker (Leeuwen)
De Spijker was een huis in de Nederlandse buurtschap Leeuwen, provincie Limburg.

## Geschiedenis
Op 16 februari 1394 werd Johan die Reuver beleend met de ‘hoff tot genen Scheyt’. Waarschijnlijk werd bij beleend namens zijn vrouw Margarita van Bree en haar twee zusters, die de erfgenamen waren van Willem Brant van Bree. Toen Margarita’s zuster Catharina trouwde met Hendrik van Wisschel, werd de boerenhofstede bij het huwelijk ingebracht.
In de tweede helft van de 15e eeuw was het goed door vererving terechtgekomen bij de familie Van Bredenbant.
Het huis De Spijker werd pas in de 16e eeuw gebouwd, vermoedelijk door de familie Van Dursdal, die het goed inmiddels in eigendom had gekregen. Rond 1600 werd het huis bewoond door jonker Arnold van Dursdal.
In 1642 had advocaat Gerard van Lom De Spijker in bezit. Hij wist het goed verder uit te breiden door boerderijen aan te kopen. Toen hij in 1666 overleed, ging het goed over naar zijn zonen.
Rond het jaar 1700 werd De Spijker onderdeel van het landgoed Nieuwenbroek.
In 1747 werd het huis De Spijker aan Godefridus de Haen toegewezen. In 1772 verkochten zijn erfgenamen het huis aan jonkvrouw Maria van Schaedeberg.
In 1832 kreeg de familie Reijnders het goed in bezit, die het sindsdien als landbouwbedrijf exploiteert. Het huis is in 1935 afgebroken en door een nieuwe boerderij vervangen.

## Beschrijving
De oudste bebouwing zal een omgrachte boerderij zijn geweest. In de tweede helft van de 16e eeuw werd deze boerderij door de familie Van Dursdal uitgebreid met het huis De Spijker. Dit huis betrof een torenvormig bakstenen gebouw van twee bouwlagen met mogelijk ook een kelder. De zolderverdieping had een met dakpannen bedekt zadeldak tussen twee topgevels; de zolder werd gedeeltelijk als duiventil gebruikt. Later is tegen het huis een dienstgebouw geplaatst dat vanaf 1800 door de pachter werd gebruikt. Na 1840 werd er nog een lage zijvleugel toegevoegd aan de westzijde. Het huis De Spijker fungeerde tot 1935 als het woongedeelte van het boerderijcomplex.
In 1935 zijn alle gebouwen afgebroken en vervangen door een nieuwe boerderij.
Aerwinkel · Kasteel Afferden · Aldt Huys · Aldenborgh · Kasteel Aldenghoor · Aldenhoven · Alte Burg · Kasteel Amstenrade · Slot Annendael · Kasteel Arcen · Baersdonck · Bakvliet · Baronsberg · Baxhof · Beegden ·  Benzenrade · Kasteel De Berckt · Kasteel Bethlehem · Beusdaelshof · Binsfeld · Huis Blankenberg · Kasteel Bleijenbeek · Blitterswijck · Boerlo · Bolberg · Bollenberg · Kasteel De Bongard · Borggraaf · Kasteel d'Erp · Kasteel Borggraaf · Kasteel Borgharen · Kasteel Born · Huis Bree · Breust · Kasteel Broekhuizen · Broekhuizen · Gracht Burggraaf · Kasteel De Burght · Kasteel Cartils · Cloppenburg (Oost-Maarland) · Kasteel Cortenbach · Huis De Dael · Dammerscheid · Kasteel De Bockenhof · De Donck (Sevenum) · De Donck (Swolgen) · De Dorth ·  Huis ten Dijcken · Kasteel Doenrade · De Doom · Douve · Douvenrade · De Dries · Kasteel Erenstein · Kasteel Eijsden · Eijsden · Einrade · Kasteel Elsloo · Ensenbroek · Eperhuis · Etzenraderhuuske · Exaten · Kasteel Eijckholt · Kasteel Eyckholt · Eys · Gastendonck · Kasteel Genbroek · Gebroken Slot · Kasteel Geijsteren · Kasteel Op Genhoes · Kasteel Genhoes · Genneperhuis · Kasteel Het Geudje · Kasteel Geulle · Kasteel Geusselt · Geijsteren · Gen Heck · Ghoor · Kasteel Goedenraad · Kasteel Grasbroek · Kasteel Groenendaal · Groethof · Groot Paarlo · Kasteel van Gronsveld · De Gun ·Kasteel Haeren · Kasteel Den Halder · Heerlaer · Heeze · Heijen · 's-Herenanstel · Kasteel Hillenraad · Kasteel Hoensbroek · Hoenshuis · Holstrate · Holtmühle · Huize Holtum · Kasteel Horn · De Horst · Huys ter Horst · Ten Hove (Grathem) · Ten Hove (Panningen) · Huis Brias · Huis Darth ·  Kasteel Hurpesch · Kasteel Sint-Jansgeleen · Kasteel Jerusalem · Kasteel Kaldenbroek · Den Kamp · Kasteel Karsveld · Kasteel Keverberg · Klein Paarlo · Klimmender Huuske · De Kolck · Koppelberg · Laar · Landsfort · Kasteel Lemiers · Kasteelruïne Lichtenberg · Kasteel Limbricht · Lonesteyn · Huize Lovendael · Mazenburg · Kasteel van Meerlo · Kasteel Meerssenhoven · Meezenbroek · Kasteel van Mheer · Middelaar · Kasteel Millen · Kasteel Montfort · Movert · Mulrode · De Munt · Château Neercanne · Kasteel Neubourg · Nienghoor · Huis Nierhoven · Kasteel Nieuwenbroeck · Nije Huys · Kasteel Nijenborgh · Kasteel Nijswiller · Nijthuysen · Kasteel Obbicht · Oedenrade · Kasteel Ooijen · Kasteel Oost (Valkenburg) · Kasteel Oost (Oost-Maarland) · Kasteel Ouborg · Overen · Kasteel Passarts-Nieuwenhagen · Prickenis · Prinsenhof · Puth · De Putting · Raath · De Raay · Ravenhof · Kasteel Reijmersbeek · Kasteel van Rijckholt · Kasteel Rivieren · Rodenbroek · Rosendaal · Kasteel Schaesberg · Kasteel Schaloen · Te Scharen · Schenkenburg · Kasteel Scheres · De Spijker (Geijsteren) · De Spijker (Leeuwen) · Huis Severen · Sibberhuuske · Château St. Gerlach · Spraland · Huis De Spyker · Huize Stalberg · Stalberg (Wellerlooi) · De Steeg · Kasteel Stein · Steinhagen · Steenen Huis · Stoel van Swentibold · Strijthagen (Landgraaf) · Strijthagen (Welten) · Struyver · Kasteel Terborgh · Terlinden (Wijnandsrade) · Terveurdt · Ter Weyer · Kasteel Ter Worm · De Tombe · Huis De Torentjes · Triest · Trippaert · Kasteel Vaalsbroek · Kasteel Vaeshartelt · Valkenburg · Vliek · De Vroenhof · Vrijburg · Kasteel Wambach · Warenberg · Well · Weyershof ·  Wijlre · Kasteel Wijnandsrade · Wijnandsrade · Wijnantshof · Wissegracht · Huize Witham · Kasteel Wittem · Wolfrath · Wylre